# Duayaw Nkwanta

Duayaw Nkwanta är en ort i västra Ghana. Den är huvudort för distriktet Tano North, och folkmängden uppgick till 16 315 invånare vid folkräkningen 2010.